# Norbert Klaus Fuchs

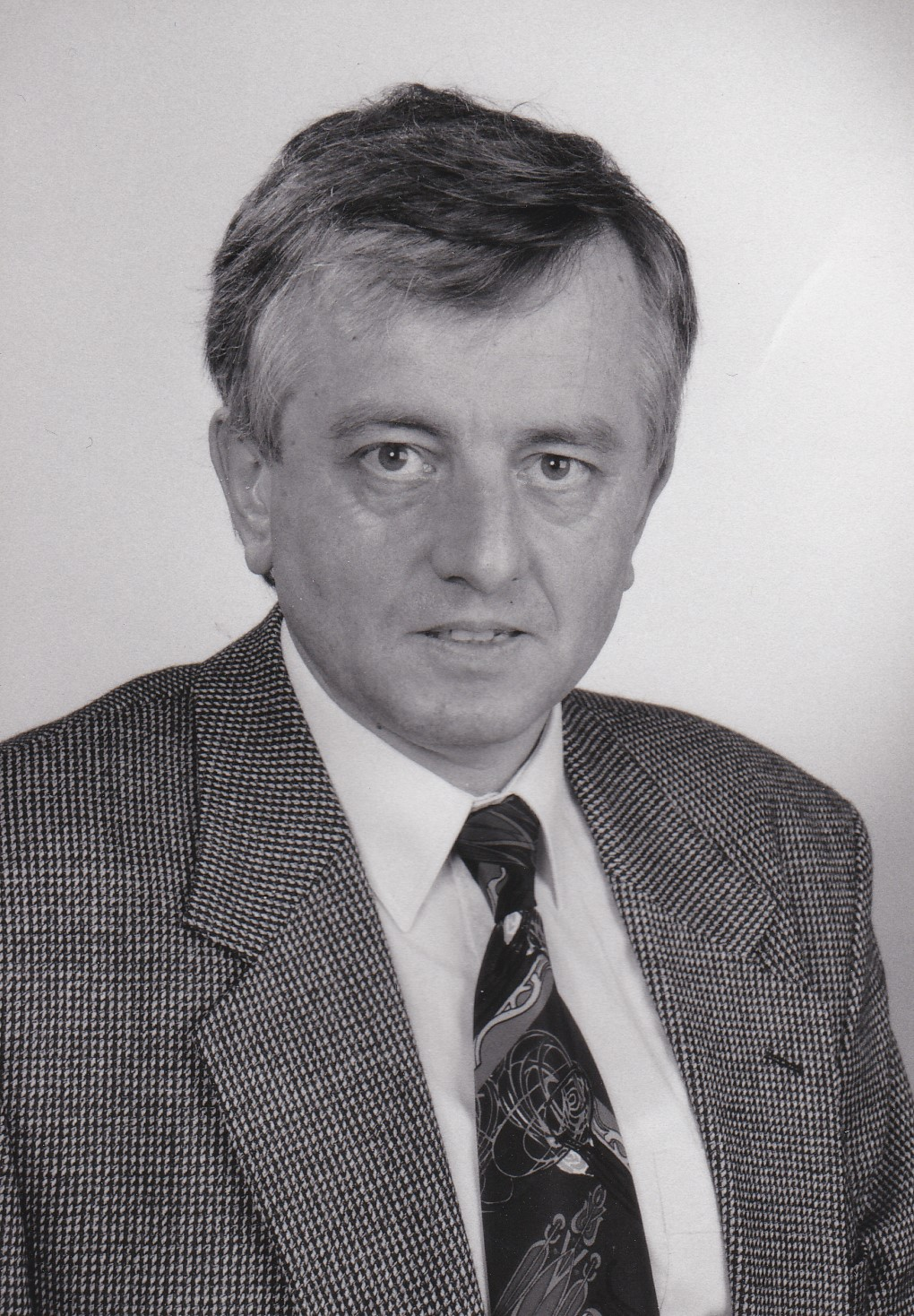
Norbert Klaus Fuchs (2003)

Norbert Klaus Fuchs (* 21. Mai 1941 in Hildburghausen) ist ein deutscher Autor, Herausgeber und Verleger von Sach- und belletristischen Büchern.

## Leben
Norbert Klaus Fuchs ist in den südthüringischen Städten Heldburg und Hildburghausen aufgewachsen. Nach dem Abitur an der Geschwister-Scholl-Oberschule (Gymnasium Georgianum) Hildburghausen 1959 machte er eine Ausbildung als Funk- und Fernsehmechaniker in Radeberg. Ein Studium der Elektrotechnik in Mittweida (FH) und Dresden (TU) schloss sich an. Danach arbeitete er als Ingenieur im Kernkraftwerk Rheinsberg/Mark und als Diplom-Ingenieur im Kombinat Robotron Dresden.
Seit 1987 ist Norbert Klaus Fuchs freiberuflicher Autor. Nach dem Umzug nach Brilon (Hochsauerland) 1990 gründete er die Schreibwerkstatt der VHS Brilon, den Literarischen Förderverein Brilon e. V. und den Norbert Klaus Fuchs-Verlag. Zudem hatte er die Leitung zahlreicher literarisch-musikalischer Veranstaltungen inne: u. a. Lesungen mit Gisela Uhlen, Brigitte Oleschinski, Heinz Czechowski.  In Zusammenarbeit mit dem Westfälischen Literaturbüro in Unna leitete er 1996 eine Veranstaltung des Westdeutschen Rundfunks odyssee in lyrix der Sendereihe Forum Poesie (u. a. mit Ralf Thenior, Saskia Fischer und Herbert Knorr) im Literaturcafé Brilon. Fuchs begleitete mehrere literarische Reisen der VHS Brilon. 1995/96 hielt er eine Vortragsreihe in Hessen, Thüringen und Bayern zur keltischen Kulturgeschichte.
Er war von 1990 bis 2000 Mitglied des VS (Verband deutscher Schriftsteller) in Nordrhein-Westfalen und 1993 Gründungsmitglied der Christine-Koch-Gesellschaft (bis 2000). Norbert Klaus Fuchs ist Mitglied des Fördervereins Veste Heldburg e. V. und des Fördervereins Gedenkstätte Billmuthausen e. V.
Seit 2001 lebt und arbeitet er in Dresden.

## Werke (Auswahl)
- Pressebeiträge für die Sächsische Zeitung, 1985/88[1]
- Reiseberichte und literarische Beiträge für Zeitschriften, 1994/97

Filmszenarien
- Filmszenarien für eine Fernsehserie Wir in den Bergen, Fernsehen der DDR, 1987/91
- Filmszenarien für die Reihe Ansichtskarten, Fernsehen der DDR, 1986/88

Monografien
- Billmuthausen – das verurteilte Dorf, Verlag Frankenschwelle Hildburghausen, 1991; ISBN 3-86180-006-3
- Das Heldburger Land- ein historischer Reiseführer, Fiedler-Verlag Coburg, 1994; ISBN 3-923434-19-7
- Billmuthausen – das verurteilte Dorf, Greifenverlag Rudolstadt (überarbeitete Neuauflage), 2010; ISBN 978-3-86939-004-8
- Das Heldburger Land- ein historischer Reiseführer, Verlag Rockstuhl, Bad Langensalza (erweiterte Neuauflage), 2013; ISBN 978-3-86777-349-2

Kurzgeschichten
- Anthologie Das Dach ist dicht, wozu noch Dichter, Hrsg.: VS in der IG Medien, Rhein-Ruhr Druck Sander, Dortmund, 1996
- Anthologie Heimliches Bangen, Bad Fredeburg 1997, ISBN 3-930271-58-3
- Augenblicke/Poesie und Prosa im Hochsauerland, Brilon, 1997; OCLC 76029152
- Westdeutscher Rundfunk, Sendung Mitmenschen, 1996/1997

Herausgeber
- An manchen Orten – Geschichten-Gedichte-Lieder,  Brilon, 1993; OCLC 76052520
- Minute um Minute – ein Briloner Lesebuch, Brilon, 1995; OCLC 76034330
- Ein Zaubergarten-Lesebuch/Poesie und Prosa im Hochsauerland,  Brilon, 1996; OCLC 75863541
- Augenblicke/Poesie und Prosa im Hochsauerland, Brilon, 1997; OCLC 76029152

Verleger
- Eleonore Nickolay: Glück ist auch ein Schmerz – Erzählungen,  Brilon, 1997, ISBN 3-932238-02-8;
- Achim Anderer alias Dr. Michael Soeder (Mitglied der Gruppe 47): Die Stunde der Schlangen – Geschichten,  Brilon, 1996, ISBN 3-932238-00-1